# 靖远寺
靖远寺（转写：gorokingge be elhebure juktehen），當地俗称“喇嘛苏木”，位於新疆维吾尔自治区伊犁哈萨克自治州察布查尔锡伯自治县，是一座藏传佛教格鲁派寺院，也是当年锡伯营八旗的主寺。2006年被定為全國重點文物保護單位。

## 历史
靖远寺位于察布查尔锡伯自治县城以西6公里处的孙扎齐牛录乡境内。该寺创建于清朝光绪十四年（1888年），为伊犁九大名寺之一。该寺是锡伯营八旗军民合力捐资，于光绪十八年（1893年）建成。清朝光绪帝为该寺赐名“靖远寺”，并亲题寺名匾额。
锡伯语“察布查尔”意为“粮仓”。察布查尔锡伯自治县是中国惟一的锡伯族自治县。清朝乾隆二十九年（1764年），朝廷自盛京（今辽宁省）征调锡伯族军民共3275人西迁新疆伊犁，驻扎察布查尔屯垦戍边，成为“锡伯营”，以200户为一牛录，一共编成八旗八牛录，察布查尔县下辖的各乡镇至今沿用“牛录”的称谓。从乾隆三十一年（1766年）锡伯人迁居到察布查尔200多年以来，曾经先后三次迁移嘎善（村庄）。锡伯人每一次迁嘎善，都要修筑新城，并重建寺庙。如今锡伯人的八个牛录嘎善内，尚有十多处关帝庙、娘娘庙、喇嘛庙等遗迹。其中，孙扎齐牛录的靖远寺（喇嘛苏木）是最大的寺庙。
乾隆四十六年（1782年），在锡伯营乌合尔达（总管）哈玛尔太主持之下，由八个牛录的军民捐资，在左翼镶白旗孙扎齐牛录的驻地（今为“佛嘎善”，位于绰霍尔河北岸）创建了一座寺庙，起名为锡伯语“郭罗克伯一鄂尔合内布勒一珠克特痕”，译成汉语为“靖远寺”，俗称“喇嘛苏木”。该寺共有殿堂、厢房、配房等43间。起初有从盛京随锡伯军民西迁而来的喇嘛十多名，后来苏拉人（闲散人员）及因病而卸任公务者等等先后入寺出家，喇嘛遂增至50余人。嘉庆十二年（1808年），察布查尔布哈（大渠）凿通以后，锡伯营八旗军民自绰霍尔河畔的佛嘎善（老村）南迁到新渠的两岸，筑城居住。原来的喇嘛苏木（靖远寺）遂遭到废弃，原有全部建筑逐渐被毁，后来寺址被平为耕地。
清朝同治五年（1866年），在同治新疆回变中，伊犁回众攻克伊犁将军衙门，伊犁将军明绪自杀，前任伊犁将军常清被杀。惠远城普化寺被毁，所藏全部佛经后来转移到靖远寺。
光绪十四年（1888年），锡伯营八旗军民集资，在如今的孙扎齐牛录城堡内重建靖远寺。靖远寺是由锡伯营八旗八个牛录共同建造，八个牛录各建一座砖窑，专门烧制靖远寺建造时需要的砖瓦。从1888年到1893年，靖远寺经过5年才全部建成（一说为光绪十七年即1891年始建，经过四年方才建成）。
该寺重建后，锡伯营特派出正黄旗寨牛录佐领鄂尔德春率领扎布绰布等喇嘛，携六百两白银和12个元宝，到西藏购入拉萨版藏文《甘珠尔》一套。他们出发前，八旗八牛录的老人、章京在靖远寺举行了祭祀送行仪式。《甘珠尔》购得后，该寺成为伊犁各寺院中佛经数量最多、种类最完整的寺院。伊犁各地信众纷纷前来。据说，昭苏县圣佑庙曾派人到靖远寺，希望用一千匹马的价钱换取靖远寺的《甘珠尔》，但靖远寺认为价钱过低而未同意。除了《甘珠尔》之外，据说该寺还有“阿里亚”经，传说是从内蒙古购得的蒙古文经书，但查佛经目录并无“阿里亚”经。此外，该寺还收藏有其他大批佛经，也可能收藏有满文佛经。
靖远寺创建后，涌现出莫伦达长老、杨拉克长老等知名锡伯喇嘛，他们曾先后任该寺住持。传说，莫伦达长老不但精通佛经，还通晓医学，其医术声名在锡伯八旗牛录到伊犁河北八城传扬。据传，清朝嘉庆年间，伊犁将军患鼻炎，鼻梁化浓，请莫伦达诊治。莫伦达诊病后，手术切除烂鼻，接上活人的新鼻，获得成功。该寺喇嘛有许多治疗方法，比如中药、扎针、放血、接骨等等。
靖远寺从创建到举办宗教活动，均获得乌合尔达（总管）、牛录章京（佐领）支持。该寺过去宗教活动兴盛。日常宗教活动包括每日早、午、晚念佛经三次，吹法螺三次。先念宗喀巴赞词，后念佛经，称为“小念”；每半个月举办法会念经，称为“大念”。此外，每逢民众婚丧之事，喇嘛会应邀前去念经。春节前后，八牛录的民户排队邀喇嘛赴各自家中念经，以保全家平安，五谷丰登。靖远寺独特的宗教活动有：
- 正月十五日点燃米安失拉（千盏油灯）典仪；
- 藏历四月初一至十五日“佛诞节”举办诵经法会；
- 藏历九月二十二日“天降节”（释迦牟尼在三十三天为生母说法之后，回到人间之日）开放寺院供信众烧香；
- 藏历十月二十五日“安却节”（格鲁派创始人宗喀巴圆寂日）法会；
- “抛框”典仪：送鬼归天的活动，只在战乱或特大灾害发生时举行，所以每次举行都相隔数十年。自该寺创建以来，据说曾举办过四次“抛框”活动。最后一次是1948年藏历正月十五日结束大祈愿会（俗称“传大召”、灯节）后的次日，即正月十六日举行的“抛框”活动。这次“抛框”典仪开始前的二十天，喇嘛开始每天焚香念经，满二十一天后的次日便举行“抛框”典仪。典仪开始时，八个牛录章京（佐领）分别背着《甘珠尔》在头前引路，后面跟着一名双手抱着鬼框的喇嘛。鬼框采用木板制作，内盛黄土、五谷、果实、面塑魔鬼。住持喇嘛杨拉克坐在四人抬的轿子上，右手提着佛铃，左手握着大黑丝巾。轿子每走数步，他便摇响一次佛铃，摇摆一次黑巾，并且不断念经。喇嘛组成的仪仗队也齐诵佛经，鼓号锣钹齐鸣。抛框队伍出靖远寺山门之后，绕大街游行一周，向北出城门，前往东北郊外的火坑。杨拉克大喇嘛完成抛框之后，乌合尔达（总管）尔善等等骑马人鸣枪，众人一起呐喊，表示驱逐魔鬼，将魔鬼在火坑内烧死。青年们纷纷跳入火坑，在火中争夺鬼框，很快将鬼框弄成碎块。据说只要从火坑抢回一块鬼框的碎片，挂在家中房梁上，便可驱邪。靖远寺的“抛框”典仪是藏传佛教“大祈愿会”（即大传召）的“除祟节”（藏历正月初三至二十四日的“大传召”结束后举行）与藏传佛教“驱鬼节”（藏历二月二十九日“传小召”时举行）的综合变异体。[5]

1952年，受民主改革思想误导的学生及农村教师，以“反封建”为旗号，闯入靖远寺，捣毁全部泥塑佛像，洗劫了很多铜制佛像以及装藏在泥塑佛像内的宝石、金条。藏经阁被砸毁，阁内存放的佛经被全部运至区政府院内，用七昼夜焚烧殆尽。该寺喇嘛被全部驱逐。改革开放后，1990年代，当地民众呼吁修复被毁的靖远寺。
1990年，靖远寺被新疆维吾尔自治区人民政府公布为第三批新疆维吾尔自治区文物保护单位。1995年、1996年，国家文物局拨款维修。2006年，靖远寺被中华人民共和国国务院公布为第六批全国重点文物保护单位。靖远寺由于年久失修，部分建筑的地基下沉、彩绘剥落、墙体坍塌。2011年，国家文物保护规划论证专家组论证了靖远寺保护规划。国家文物局随后审批了靖远寺保护规划并立项，下拨专项资金开展抢救性保护修缮工程。工程分为三期。2012年5月15日启动第一期工程。2014年1月，已完成第一、二期工程，并通过了新疆维吾尔自治区文物局组织的专家验收，靖远寺开始接待游客。第三期工程主要是油漆与彩绘，预计2014年内开工。

## 建筑
该寺坐北朝南，原来占地面积约15000平方米，建筑面积约3000平方米。现存占地面积8350平方米，建筑面积1047.48平方米。该寺有12座单体建筑，包括照壁、山门、四大天王殿、大雄宝殿、东西配殿、三世佛大殿等等。该寺四周有非常高大的围墙，院内宽阔，有砖铺路面连接各个殿堂。整个建筑采用了木雕、砖雕、彩绘等工艺，其中泥塑、砖雕、彩绘的作者是锡伯族知名画家格善，木雕的作者是依拉齐牛录锡伯工匠。建筑整体分为东、西两个部分，东部建筑带有锡伯族文化的特点，西部建筑带有汉文化特点。
该寺东部为主要建筑：
- 照壁：砖雕照壁位于山门前。[4]
- 山门：上方刻有锡伯文、汉文“靖远寺”金字。门内左右两侧是木栏小隔房，分别供奉一位护法神泥塑像，合称“哼哈二将”。[4]正门两侧各设有一扇小门。[5]
- 四大天王殿：位于山门以北，殿内有四大天王的彩色泥塑。[4]
- 大雄宝殿：位于四大天王殿以北。出四大天王殿北门，是大雄宝殿前的院落，院内正中的主路旁边有牡丹，并圈养着几只灰鹤。仙鹤为吉祥的化身，受到锡伯族的喜爱。大雄宝殿内，正中有如来佛塑像，两侧是十八罗汉铜像。据说，铜像内曾有金银珠宝，后来在动乱中遭到洗劫。大雄宝殿外的左右两墙上分别有两幅砖雕，左边是“双鹿回春图”与“暗八仙图”，右边是“松鹤延年图”与“文房四宝图”，这四幅砖雕均是锡伯画匠制作，据说到21世纪初两幅砖雕已有100多年历史。[4]过去在如来佛塑像前两侧的供桌上，供奉着许多铜制佛像，喇嘛们排坐在两旁诵经。[5]
- 牌楼、钟楼、鼓楼：从大雄宝殿北出，两侧各有一座砖木结构的牌楼。东侧为鼓楼，西侧为钟楼，均为琉璃瓦顶，异角飞檐。靠近东、西牌楼各有两间小房，是小喇嘛住宿用房。[5]
- 三世佛大殿：靖远寺最高大的建筑，为两层楼阁，顶覆琉璃瓦。[5]殿内供奉三世佛（即过去佛药师佛、现在佛释加牟尼、未来佛阿弥陀佛）塑像，这三尊塑像带有锡伯族人眼睛小、脸盘大的特点。大殿二层为藏经阁，曾经藏有160余卷《甘珠尔》，另有“阿里亚”经数十卷，还有满族人在伊犁修建的普化寺遭毁后运来的经书等等，这些佛经在中华人民共和国时期的政治运动中被焚毁。[4]
  - 阎王殿：位于三世佛大殿前的东侧。阎王殿正门屋檐下的木制横隔板上绘制有《西游记》中唐僧师徒到西天取经的故事图。
  - 菩萨殿：位于三世佛大殿前的西侧。菩萨殿内供奉着许多尊菩萨像，正门额上写有修庙时捐银者的名字。[4]
- 文物馆：馆内的墙上有几十幅描写当年锡伯军民兴建靖远寺情景的彩绘壁画，壁画采用连环画的形式，从打夯一直绘至竣工。[4]

该寺西部有一些小庙：
- 土地庙
- 关帝庙
- 娘娘庙

靖远寺内有一口铸造于清朝道光二年（1822年）的钟，钟顶是关帝头像，下摆的八瓣分别是八卦图，钟体刻有满文及铸造工匠的名字。